# Uwe Greiner (Regisseur)
Uwe Greiner (* 2. September 1969 in Stuttgart) ist ein deutscher Filmregisseur.
Uwe Greiner war nach seinem Geschichtsstudium auf der wirtschaftlichen Seite des Filmgeschäfts als Verleiher und Produzent tätig, bevor er Mitte der 1990er Jahre auf die kreative Seite des Filmemachens wechselte. Er durchlief dabei eine Reihe unterschiedlicher Positionen, bis er 1999 seinen ersten Kurzfilm inszenierte, dem noch drei weitere, sowie diverse Musikvideos, Werbungen und Imagefilme folgten.

## Filmografie
Kurzfilme
- 1999: Mutterblut
- 2000: Aktion 2/9
- 2006: Good Kill
- 2010: Beinahe

## Auszeichnungen
- Kurzfilmpreis der Friedrich-Wilhelm-Murnau-Stiftung für Dinner for Two als Produzent
- Kurzfilmpreis der Friedrich-Wilhelm-Murnau-Stiftung für Rendezvous als Produzent
- Kurzfilmpreis der Friedrich-Wilhelm-Murnau-Stiftung für Good Kill
- Kurzfilmpreis der Friedrich-Wilhelm-Murnau-Stiftung für Beinahe
- Kurzfilmpreis des Internationales Filmfest Emden-Norderney für Good Kill
- 1. Preis der Kurzfilmtage Thalmässing für Beinahe
- Prädikat „wertvoll“ der Filmbewertungsstelle für Dinner for Two, Rendezvous, Aktion 2/9, Good Kill und Beinahe
- Auszeichnung „Kurzfilm des Monats“ der Filmbewertungsstelle für Good Kill und Beinahe